# Lituaria phalloides
Lituaria phalloides är en korallart som först beskrevs av Peter Simon Pallas 1766.  Lituaria phalloides ingår i släktet Lituaria och familjen Veretillidae.
Artens utbredningsområde är Indiska oceanen. Inga underarter finns listade i Catalogue of Life.